# جون بي. ستيل
جون بي. ستيل (بالإنجليزية: John B. Steele)‏ هو قاضي ومحامي وسياسي أمريكي، ولد في 28 مارس 1814، وتوفي في 24 سبتمبر 1866. حزبياً، نشط في الحزب الديمقراطي. وقد انتخب عضو مجلس النواب الأمريكي.